# Sarit Dhanarajata
Thống chế  Sarit Dhanarajata (tiếng Thái: สฤษดิ์ ธนะรัชต์) (sinh ngày 16 tháng 6 năm 1908 và mất ngày 8 tháng 12 năm 1963) là một sĩ quan chuyên nghiệp Thái Lan, người đã tổ chức một cuộc đảo chính vào năm 1957, sau đó là thủ tướng của Thái Lan cho đến khi ông mất vào năm 1963. Ông sinh ở Bangkok, nhưng lớn lên ở nhà mẹ Thị trấn thuộc vùng đông bắc Thái Lan nói tiếng Lào và tự coi mình là người từ Isan. Cha ông, Thiếu tá Luang Ruangdetanan (tên khai sinh là Thongdi Thanarat), là một sĩ quan quân đội chuyên nghiệp được biết đến nhiều nhất với các bản dịch sang tiếng Thái Lan
của văn học Campuchia. Trong những năm làm thủ tướng, ông Sarit là người bảo trợ cho người anh em họ của ông, tướng Phoumi Nosavan, chống lại các cuộc du kích Pathet Lào cộng sản ở nước láng giềng Lào.

## Binh nghiệp
Sarit Thanarat được đào tạo tại một trường tu viện và nhập học vào Học viện Quân sự Hoàng gia Chulachomklao năm 1919, không hoàn thành các khóa học quân sự cho đến năm 1928, sau đó ông được ủy nhiệm làm trung uý. Trong Thế chiến II, ông phục vụ như là chỉ huy của một tiểu đoàn bộ binh và tham gia vào cuộc xâm lăng và chiếm đóng của các quốc gia Shan ở Miến Điện. Không giống nhiều sĩ quan đồng nghiệp khác, Sarit đã không được giải ngũ vào cuối cuộc chiến. Thay vào đó, ông được thăng chức chỉ huy Trung đoàn bộ binh số một của Đội phòng vệ Guantan ở Bangkok.
Là một đại tá, ông đóng một vai trò hàng đầu trong cuộc đảo chính quân sự năm 1947, lật đổ chính phủ của Thủ tướng Thawal Thamrong Navaswadhi, một người bảo trợ của ông Pridi Phanomyong, bố trí lại cựu chiến binh bị bãi nhiệm Luang Pibunsongkram làm thủ tướng. Sarit sau đó đã quan tâm lâu dài trong chính trị. Ông trở thành Tư lệnh Quân đội Thái Lan năm 1954.

## Cuộc đảo chính của Sarit
Vào đầu những năm 1950, chính quyền của Pibunsongkhram ngày càng trở nên độc lập với chính sách chống cộng của Mỹ và cuộc bầu cử nghị viện năm 1957 bị buộc phải giữ lại quyền lực của Pibunsongkhram. Sự phẫn nộ của công chúng và các cuộc biểu tình của sinh viên, cùng với sự bất mãn của nhà vua Thái Lan đã khiến Sarit lên tiếng về một cuộc đảo chánh vào tháng 9 năm 1957, nhưng sự suy thoái nghiêm trọng của sức khoẻ của ông khiến Sarit bay sang Mỹ để điều trị, để lại Phó Thủ tướng Thanom Kittikachorn phụ trách. Tuy nhiên, những rắc rối về kinh tế tiếp tục, vào tháng 10 năm 1958, Sarit đã tổ chức một cuộc đảo chính lần thứ hai, với sự hỗ trợ của CIA, để đàn áp các chính trị gia phản đối bằng cách áp đặt luật quân sự. Sarit cảm thấy rằng nền dân chủ đã thất bại ở Thái Lan và có ý định cai trị theo "các hệ tư tưởng Thái Lan", chứ không phải là nhập các lý thuyết chính trị phương Tây, và chọn mô hình của ông là những người theo chủ nghĩa nhân đạo được cho là quá khứ của đất nước ông.

## Nhiệm kỳ của Sarit
Vào ngày 19 tháng 10 năm 1958, Sarit thông báo với các tướng của mình về kế hoạch của ông về một cuộc cách mạng. Không ai ngạc nhiên, ngày hôm sau, ông tuyên bố thiết quân luật, im lặng các thí nghiệm trong nền chính trị mở đã bắt đầu năm 1955, biện minh cho các hành động của mình bằng cách tranh luận về việc quay trở lại truyền thống của Thái về luật và trật tự xã hội.
Là Thủ tướng, Sarit đã thúc đẩy phát triển kinh tế của đất nước theo một kế hoạch của Mỹ và Ngân hàng Thế giới nhằm thúc đẩy cạnh tranh thị trường và đầu tư tư nhân. Ông cũng thành lập Ban Phát triển Kinh tế và Xã hội (NESDB), tiếp tục đóng vai trò quan trọng trong sự phát triển kinh tế của Thái Lan. Thuật ngữ yêu thích của Sarit là "patana" (phát triển) và khẩu hiệu "quốc gia, tôn giáo, hoàng gia", được thể hiện bằng màu đỏ, trắng và xanh trên lá cờ Thái Lan.
Mặc dù phổ biến vì những thành quả của nó, chế độ của Sarit là chế độ độc tài và đàn áp nhất trong lịch sử Thái Lan hiện đại, huỷ bỏ hiến pháp, giải tán quốc hội và trao quyền cho Đảng Cộng sản mới thành lập. Mặc dù ông cam kết sẽ chỉ định một hội đồng thành phần để hành động như một cơ quan lập pháp và soạn thảo một bản hiến pháp, nhưng không ai nghi ngờ rằng cơ thể sẽ chỉ đơn thuần là cao su đóng dấu lệnh của mình. Cuối cùng, hiến pháp Sarit được ban hành, nhưng không phải cho đến sau khi ông qua đời.
Sarit đã cấm tất cả các đảng chính trị khác, áp đặt kiểm duyệt chặt chẽ của báo chí sau cuộc đảo chánh. Đảng Cách mạng của ông đã cấm mười tám xuất bản phẩm cánh tả và trung lập, và cấm các tờ báo đối lập mới. Cuộc "cách mạng" của Sarit đã gây ra một cuộc đàn áp dữ dội đối với những người "cánh tả". Như những người cộng sản thực sự hiếm có ở Thái Lan, đó là các giáo sư, chính trị gia, và các nhà báo trung lập ôn hoà, xã hội nhẹ nhàng, vốn đã chịu đựng áp lực của đàn áp. Cảnh sát đã bắt giữ nhiều nhà bất đồng chính kiến và người dân tộc Trung Quốc vào ngày đầu tiên của cuộc đảo chính, tiếp theo là hàng trăm trong những tuần kế tiếp. Trong số những người bị bắt là Sang Phathanothai, Kulap Saipradit, Jit Phumisak và Prasert Sapsunthorn.

## Chế độ quân chủ

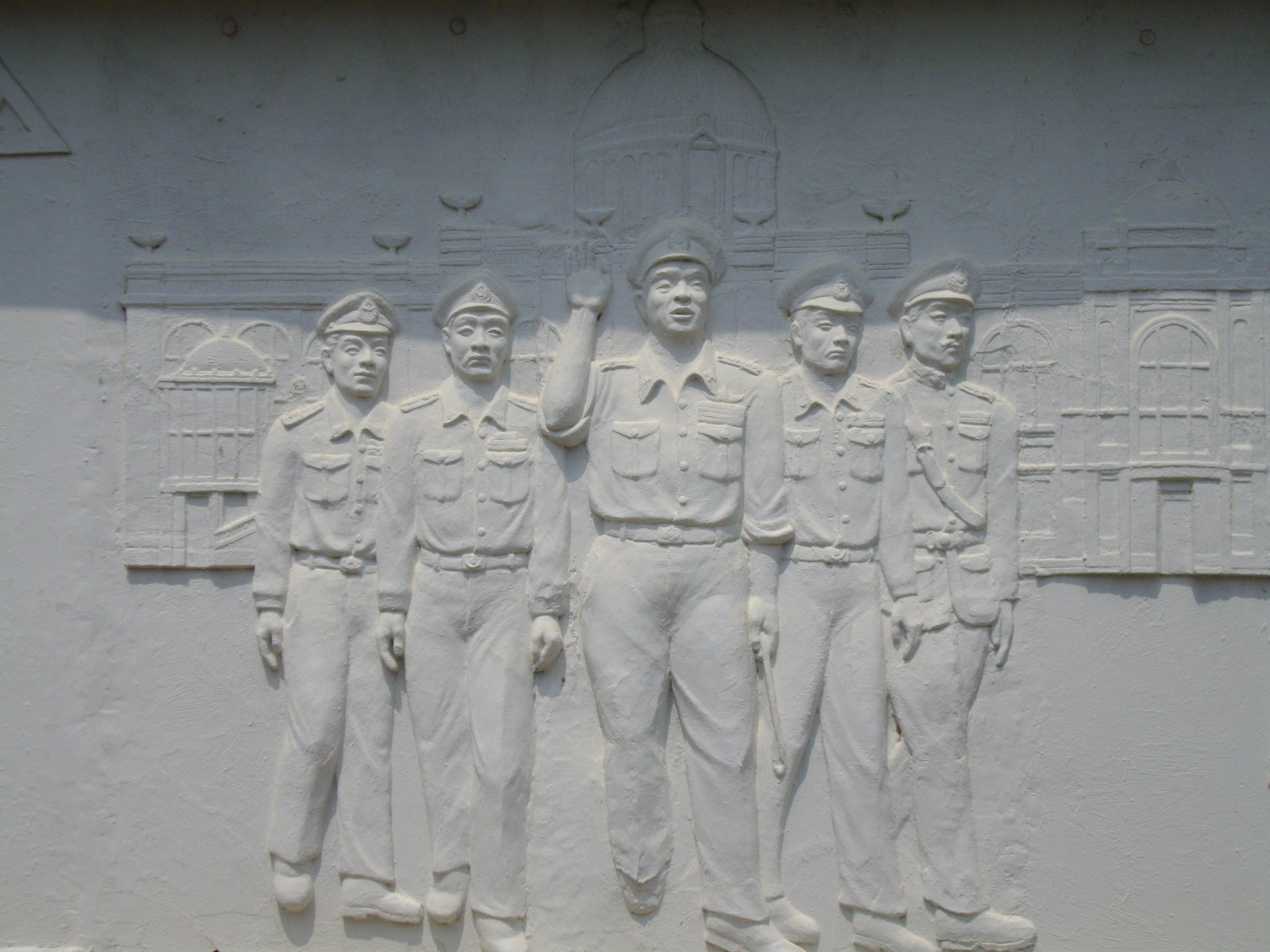
Relief of Sarit Thanarat's life in Khon Kaen, depicts his coup d'état in 1957.

Theo Sarit, vai trò công khai của chế độ quân chủ Thái Lan bị Phibun hạn chế đã được tiếp tục. Sarit đã sắp xếp cho Vua Bhumibol Adulyadej tham dự các buổi lễ công cộng, thăm viếng các tỉnh, bảo trợ các dự án phát triển, và trao bằng tốt nghiệp cho sinh viên tốt nghiệp đại học của Thái Lan, giúp đưa chế độ quân chủ gần hơn với người dân và nâng cao tầm cỡ của nhà vua đến mức tôn kính cao độ. Thực hành lễ lạy với đầu chạm vào mặt đất trước khi các nhà lãnh đạo hoàng gia, bị cấm bởi thập kỷ trước đó bởi vua Chulalongkorn, đã được phục hồi.
Sarit đã giới thiệu một thế hệ mới các nhà công nghệ tự do kinh tế để điều hành, khuyến khích đầu tư trực tiếp từ nước ngoài và tư nhân, đưa ra các dự án phát triển nông thôn lớn và nhanh chóng mở rộng cơ sở giáo dục, mặc dù ông despotic rule đã khiến Sarit trở nên phổ biến với công chúng Thái Lan.

## Cái chết của Sarit và hậu quả
Sarit chết đột ngột vào cuối năm 1963 do suy gan, cũng giống như các biện pháp kinh tế của ông đang chứng tỏ thành công. Quyền lực chuyển giao hòa bình cho các phó tướng, Thanom Kittikachorn, người đã trở thành thủ tướng, và Praphas Charusathian, người đã trở thành phó thủ tướng. Thanom và Praphas giữ chế độ độc tài của Sarit, chính sách chống cộng của ông, và các chính sách thân Mỹ của ông.
Quan hệ của Sarit với Vua Bhumibol đã được chứng minh khi nhà vua ra lệnh 21 ngày tang lễ chính thức trong cung điện sau khi ông chết, với thân thể của Sarit nằm trong nhà nước dưới sự bảo trợ của hoàng gia trong 100 ngày và vua và nữ hoàng tham dự hỏa táng của ông vào ngày 17 tháng 3 năm 1964.

## Những phát hiện sau khi chết
Sau khi Sarit qua đời, danh tiếng của ông đã gây ra một cú sốc khi một cuộc chiến kế thừa giữa con trai ông, Thiếu tá Setha Thanarat và vợ trẻ Thanpuying Vichitra Thanarat cho thấy mức độ giàu có của Sarit trên 100 triệu USD. Anh ta được phát hiện là sở hữu một công ty tín thác, một nhà máy bia, 51 xe ô tô và 30 lô đất, trong đó hầu hết đều cho hàng chục người tình nguyện. Các tờ báo tiếng Thái công bố tên của 100 phụ nữ tuyên bố đã ăn nằm với ông, gây sốc cho công chúng khi tham nhũng của ông được phát hiện.